# Lucie Charvátová
Lucie Charvátová (Hradec Králové, 1 de febrero de 1993) es una deportista checa que compite en biatlón. Ganó una medalla de bronce en el Campeonato Mundial de Biatlón de 2020, en la prueba de velocidad.

## Palmarés internacional
| Campeonato Mundial | Campeonato Mundial  | Campeonato Mundial | Campeonato Mundial |
| Año                | Lugar               | Medalla            | Prueba             |
| ------------------ | ------------------- | ------------------ | ------------------ |
| 2020               | Anterselva (Italia) | Medalla de bronce  | Velocidad          |